# Marie-Georges Cuénant
Marie-Georges Cuénant, francoski general, * 1886, † 1975.